# Can Cruspinera
Can Cruspinera és una casa historicista de Tiana (Maresme) inclosa a l'Inventari del Patrimoni Arquitectònic de Catalunya.

## Descripció
És un edifici civil, format per cinc cossos d'entre els quals destaquen una torre de planta quadrada, de tres pisos d'alçada i coberta per una teulada de quatre vessants molt inclinats, i el cos central de l'edifici, també cobert per una teulada de dos vessants. Les diferents alçades entre els diversos cossos del conjunt, permeten la creació de terrasses. Si bé, i en conjunt, l'edifici no es pot considerar en absolut historicista, sí que s'ha utilitzat a la seva decoració alguns elements típics de l'arquitectura neomedieval, com són algunes motllures o guardapols damunt de les finestres, i remats amb elements florals.
S'ha de remarcar l'ús dels carreus que marquen tots els angles de l'edifici, i d'una manera especial l'ampli voladís de les teules sostingudes per mènsules o escaires de fusta treballada. Aquests amplis voladissos i aquest tipus de vessant molt inclinat són característiques de tota l'arquitectura de vessant molt inclinat; són característiques de tot l'arquitectura que apareix a l'eixample de Tiana, construït a la seva major part al primer quart de segle xx.